# ولایت ختلان
ولایت ختلان (تاجیکی: Вилояти Хатлон، ت. «Viloyati Xatlon»)، یکی از چهار ولایت تاجیکستان، پرجمعیت‌ترین ناحیه از چهار ناحیه اداری سطح اول کشور است. این ولایت در جنوب غربی کشور، بین رشته‌کوه حصار (گیسار) در شمال و رود پنج در جنوب واقع شده و با ناحیه‌های تابع جمهوری در شمال، با کوهستان بدخشان در شرق، با افغانستان (ولایت‌های بلخ، کندوز، تخار و بدخشان) در جنوب شرقی و با ازبکستان (ولایت سرخان‌دریا) در غرب هم‌مرز است. در دوران شوروی، ختلان به استان قرغان‌تپه (ختلان غربی) – با دره‌های رودخانه‌های کافرنهان و وخش – و استان کولاب (ختلان شرقی) – با دره‌های رودخانه‌های قزل‌سو و یخ‌سو تقسیم شده بود. این دو ناحیه در نوامبر ۱۹۹۲ در ولایت ختلان امروزی ادغام شدند. مرکز این ولایت، شهر باختر است که قبلاً با نام‌های قرغان‌تپه و کورگان-تیوبه شناخته می‌شد.
ختلان مساحتی معادل ۲۴٬۷۰۰ کیلومتر مربع دارد و از ۲۱ ناحیه و ۴ شهر هم‌سطح ناحیه تشکیل شده است. کل جمعیت ختلان در سال ۲۰۲۰ برابر با ۳٬۳۴۸٬۳۰۰ نفر بود، که از ۲٬۶۷۷٬۲۵۱ نفر در سرشماری سال ۲۰۱۰ بیشتر شده است. جمعیت در ختلان عمدتاً به کشاورزی مشغول هستند.

## تاریخچه
این منطقه در گذشته خُتَّل نیز نامیده می‌شد و فرمانروایان آن را خُتَّلان‌شاه و شیر ختلان نیز می‌گفته‌اند.
در لغتنامۀ دهخدا از قول منابع قدیمی اینگونه آمده‌است: ختل، بشاری آن را کورتی وسیع و پرشهر می‌آورد. از جغرافیادانان عرب بعضی آن را منسوب به بلخ می‌دانند ولی این رأی خطاست زیرا ختل در عقب جیحون قرار دارد و واجب است که از مضافات هیطل که در ماوراءالنهر است دانسته شود. این ناحیه از صفانیان بزرگتر و پهناورتر و پرخیزتر است. قصبۀ آن هُلبُک است و از شهرهایش قریۀ بنجاراع و «هلاوَرد» و «لاوَکَند» و «کاوَند» و «تملیات» و «اسکندره» و «منک» را باید نام برد. اصطخری می‌گوید نخستین ناحیت بر ساحل جیحون از نواحی ماوراءالنهر «ختل» و «وخش» می‌باشد و این دو ناحیت گرچه دو منطقه جداگانه‌اند ولی واجد عامل واحدند و بین «جریاب» و «وخشاب» قرار دارند.
بدین ناحیت کثیری از علمای اسلامی منتسبند که از جملهٔ آنان است عبادبن موسی ختلی و پسرش اسحاق بن عباد و عمران بن حسن بن یوسف ابوالفرج ختلی که از ابوطیب احمدبن ابراهیم بن عبدالوهاب بن عبدون وابوبکر احمدبن سلیمان بن زیان و ابوالحسن علی بن داودبن احمد ورثانی و محمدبن بکاربن زید سکسکی و جماعت کثیری حدیث شنید و از او علی بن محمد حنائی و ابوالعباس احمدبن محمدبن یوسف بن فروۀ اصفهانی و علی بن حسن ربعی و رشابن نظیف و حسن بن علی اهوازی و غیر ایشان حدیث شنیدید او بسال چهارصد هَ. ق. بدرود حیات گفت. و اسحاق بن عبادبن موسی مکنی به ایوب و معروف به ختلی بغدادی است او از هوذةبن خلیفه و هاشم بن قاسم بن محمدبن اسماعیل و تنی چند حدیث شنید و بسال ۲۵۱ هَ. ق. درگذشت. (از یاقوت در معجم البلدان)-
لسترنج ختل را نام بلادی می‌آورد که از آن کفار بوده و در سمت خاور و شمال خراسان قرار داشته‌است به این مشخصات: یکی از شاخه‌های بزرگ رودخانهٔ جیحون و خشاب است که از شمال می‌آید و از سمت راست ببستر جیحون می‌ریزد و آن ناحیتی کوهستانی است که در زاویهٔ بین وخشاب و جیحون قرار دارد و معروف به ختل می‌باشد. این اسم به‌طور کلی بر همهٔ بلاد کفر که در سمت خاور و شمال خراسان واقع بوده‌اند گفته می‌شد و بدین ترتیب ختل شامل قسمت شمالی بلاد وخش می‌گردید که سرچشمهٔ رود وخشاب بود. این بلاد بقول اصطخری بسیار خرم و حاصلخیز بود و اسبان خوب و چارپایان بارکش بسیار داشت و در کنارهٔ رودخانه‌های متعدد آن شهرها و روستاهای بزرگ و سرزمین‌های غله خیز جای داشت و میوهٔ بسیار از آنجا حاصل می‌شد. در قرن چهارم هلبک کرسی ختل بود و سلطان ختل در آنجا می‌زیست (شاید این شهر در حوالی خلاب امروز بوده‌است) ولی دو شهر «منک» و «هلاورد» از هلبک بزرگتر بودند.
شهرهای مهم دیگر ختل عبارت بودند از «اندیجاراغ» (=انداجاراغ) و فرغار (= فارغر) که در کنار رود اندیجاراغ و فرغار جای داشتند همچنین شهرهای «تملیات» و «لاوکند». لاوکند در کنار رود وخشاب زیر پل سنگی نزدیک گرگان تپهٔ کنونی واقع بود. مقدسی دربارهٔ هلبک می‌گوید این شهر کرسی ختل است مسجد آن در وسط شهر واقع گردیده و آب شهر از رودخانهٔ «اخشود» تأمین می‌شود. شهر اندیجاراغ نزدیک ساحل جیحون واقع بود و در آنجا یکی از شاخه‌های جیحون موسوم به اندیجاراغ به جیحون می‌ریخت و ظاهراً در محل قلعهٔ «مرو» امروز بوده‌است. «منک» بزرگترین شهرهای این ایالت در شمال هلبک و خاور تملیات واقع بود. و هلاورد در کنار رودخانهٔ وخشاب قرار داشت و مقدسی دربارهٔ آن می‌گوید از هلبک بزرگتر و شهری مهم است. تملیات بین منک و پل رود وخشاب واقع و دور نیست در محل بلجوان کنونی قرار داشته‌است. شرف الدین علی یزدی درضمن جنگ‌های امیرتیمور ازین شهر یاد کرده‌است. پل سنگی معروفی که روی رودخانهٔ وخشاب وجود داشته هنوز باقی است. ابن رسته و اسطخری و بسیاری از مؤلفان متأخر نوشته‌اند که این پل سر راهی که از تملیات بشهر واشجرد در قبادیان می‌رفت روی رود وخشاب قرار داشته‌است. در شمال این پل بقول ابن رسته بلاد کمیذ واقع است و بعد از آن بلاد رشت در حوالی سرچشمه وخشاب قرار دارد. پل سنگی مزبور چنانکه اصطخری یاد کرده در محلی بودکه بستر رودخانهٔ در میان دره‌ای تنگ واقع می‌شد. شرف‌الدین علی یزدی این پل را به اسم فارسی آن «پل سنگین» نامیده و رسم ترکی آن را که «تاش کوپرک» می‌باشد نیز ذکر کرده‌است جهانگردان اخیر هم مکرر در نوشته‌های خود از آن اسم برده‌اند. (از سرزمین‌های خلافت شرقی ص ۴۶۶).

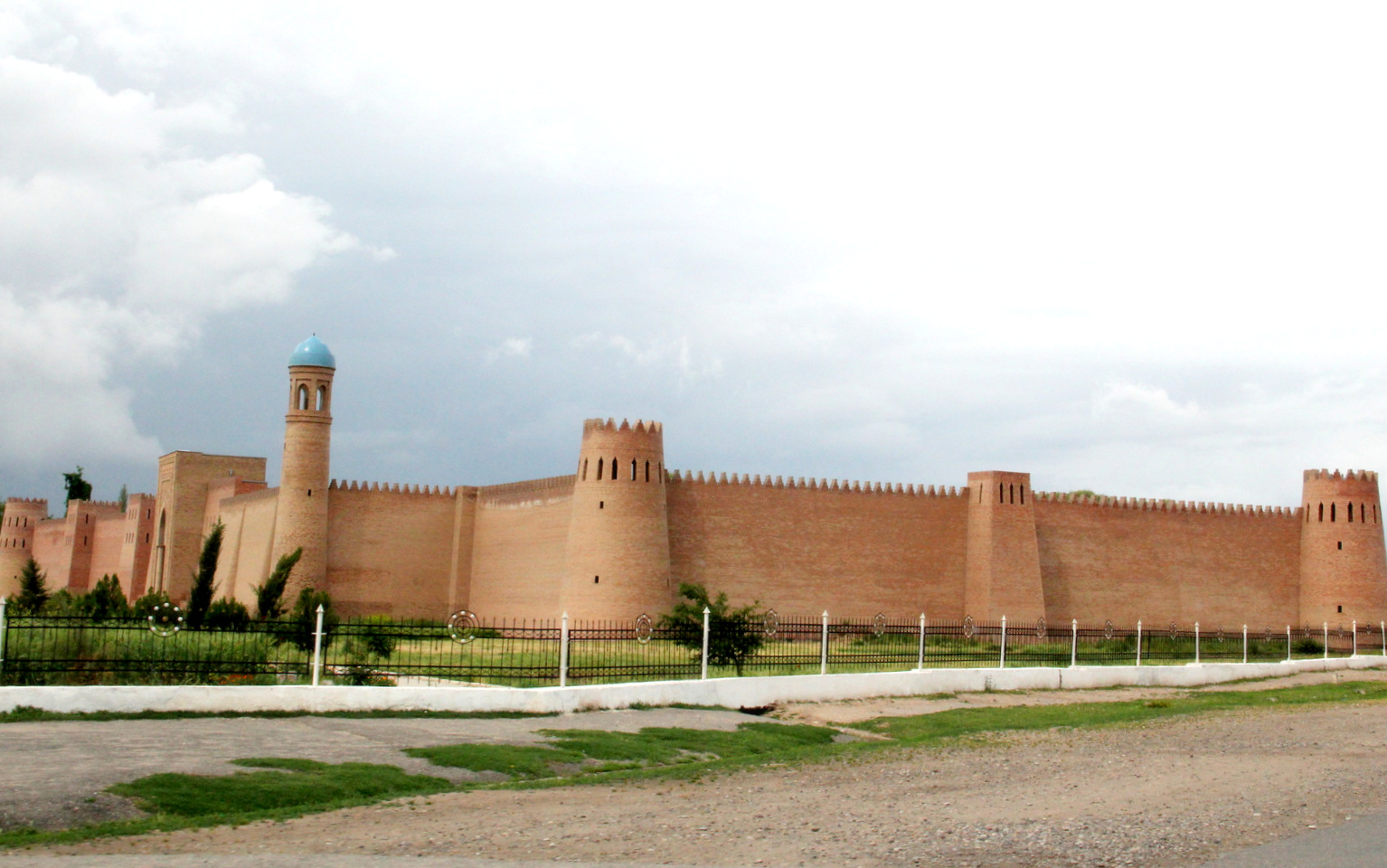
قلعۀ گلستان، ولایت ختلان، تاجیکستان.

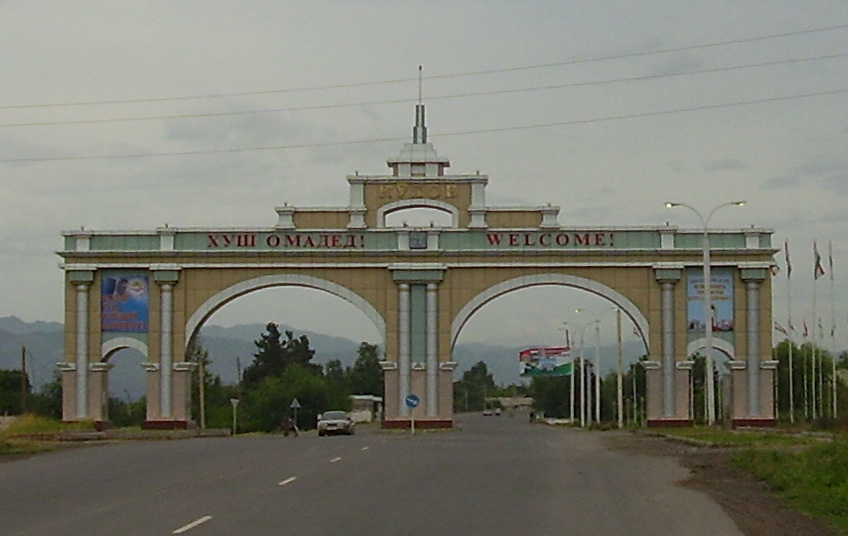
دروازۀ ورودی شهر کولاب.

دربارهٔ این منطقه تحت مدخل ختلان نیز در لغتنامۀ دهخدا این‌گونه آمده‌است:
ختلان نام شهرهای مجتمعی است در ماوراءالنهر بنزدیک سمرقند بعضی از جغرافیانویسان عرب آن را بضم «خاء» و تشدید «تاء» آورده‌اند ولی صواب نظر اول است چه خُتَّل بنابر قول سمعانی نام قریه‌ای است بنواحی دسکره بر سر مسیر بغداد خراسان سمعانی نصربن محمد ختلی فقیه حنفی را منسوب بدینجامی آورد و می‌گوید او شارح کتاب قدوری بود بنابر مذهب ابوحنیفه است مولد نصر از قریتی بوده به نام قراسوا از محلهٔ خم میانه از قراء ختلان، منسوب بدانجا ختلی است. از یاقوت در معجم البلدان). حمداﷲ مستوفی آن را از اقلیم چهارم می‌آورد و می‌گوید طولش از جزایر خالدات «فا» و عرضش از خط استوا «ک» است سابقاً شهر بزرگی بوده و اکنون (= زمان نویسنده) خراب است. (از نزهت القلوب چ دبیرسیاقی ص ۱۹۱). مؤلف لغتنامه ختلان را ولایتی بماوراءالنهر نزدیک بدخشان ذکر می‌کند و می‌گوید میان آن و چغانیان سی فرسنگ راه است و از آنجا اسبهای بانژاد خیزد. از آنچه در فوق گذشت بر می‌آید که ختلان و خُتَّل یک ناحیتند و در ادبیات فارسی و متون تاریخی به دو نام ذکر شده‌اند. ناحیتی است بحدود ماوارءالنهر اندر میان کوههای بزرگ و آبادان و بسیار کشت و بسیار مردم و نعمتهای فراخ وپادشاه وی از ملوک اطراف است و مردمان این ناحیت مردمان جنگی اند و اندر حدود وی از سوی تبت مردمانی اند وحشی اندر بیابانها و اندر کوههای وی معدن سیم است وزر و از این ناحیه اسبان نیک خیزد بسیار، هلمک قصبهٔ ختلان است و مستقر پادشاه است شهری است ببرا کوه نهاده بسیار مردم با روستاهای بسیار. (حدود العالم).
و چون کرده آمد نواحی بلخ و تخارستان و ترمذ و قبادیان و ختلان بمردم آگنده باید کرد که هرکجا خالی یافت و فرصت دید غارت کند و فرو کوبد. (تاریخ بیهقی چ غنی و فیاض ص ۹۲). و اگر رایت عالی قصد هندوستان کند این کارها همه فروماند و باشد که به پیچد و علی تکین ببلخ نزدیک است و مردم تمام دارد که سلجوقیان با وی یکی شده‌اند و اگر قصد بلخ و تخارستان نکند باشد که سوی ختلان و چغانیان و ترمذ آید و فسادی انگیزد و آب ریختگی باشد. (تاریخ بیهقی چ غنی و فیاض ص ۳۸۳). و نامها فرمود به تلک تا شغل احمد ینالتکین را که بجد پیشه گرفته‌است و وی را از لهو برمانیده و قاضی و حشم از قلعت فرود آمده بجد تربیتش گیردچنانکه دل یکبارگی از کار وی فارغ گردد و سوی وزیر احمد عبدالصمد تا چون از شغل ختلان و تخارستان فارغ گردد منتظر باشد فرمان را تا بدرگاه آید آنجا که رایت عالی باشد. (از بیهقی چ غنی و فیاض ص ۴۳۲).
جیحون خوارزم... منبع این جیحون از بلاد خان باشد از کوههای تبت و بر حدود بدخشان بگذرد پس بحدود ختلان و وخش پنج آب دیگر بزرگ برو پیوندد و آن موضع را پنج آب خوانند و از سوی قبادیان همچنین آبها بدو پیوندد و بحدود بلخ بگذرد و بترمذ آید آنگاه بکالف انگاه بزم آنگاه به آمو تا بخوارزم رسد آنگاه به بحیرهٔ جند و خوارزم ریزد. (از جهان نامه، حاشیهٔ جهانگشای جوینی ج ۲ چ قزوینی ص ۱۰۸). هم در این سال بقول امام یافعی شیخ ابوعلی شقیق بن ابراهیم البلخی وفات یافت اما در نفحات مسطور است که در بعضی از تواریخ بلخ آورده‌اند که شقیق در سنهٔ اربع و تسعین و مائه (۴۹۰ هَ. ق.) در ولایت ختلان بسعادة شهادة رسید والعلم عنداﷲ الحمیدالمجید. (حبیب السیر چ کتابخانهٔ خیام ج ۲ ص ۲۴۴). در زمان جهانبانی سلطان سنجر چهل هزار خانه وار از ترکمانان که مشهور بودند بحشم غز در ولایات ختلان و چغانیان و حدود بلخ و قندز و بقلان اقامت می‌نمودند و هرسال... (حبیب السر چ کتابخانهٔ خیام ج ۲ ص ۵۱۰). چون امیر حسین و امیر تیمور گورکان خاطر از ممر منکلی بوقا و ابوسعید و حیدر فارغ ساختند و روزی چند در حدود بلخ و قندز و بقلان و طایخان و بدخشان بیاسامیشی سپاه پرداختند و با پادشاهان بدخشان صلح کرده آهنگ ارهنگ نمودند و پس از وصول از آب گذشته براه سالی سرای عازم ختلان شدند و از چول عبور فرموده موضع دشت کولک را معسکر ساختند. (حبیب السیر چ خیام ج ۳ ص ۴۰۲).

### تاریخ معاصر

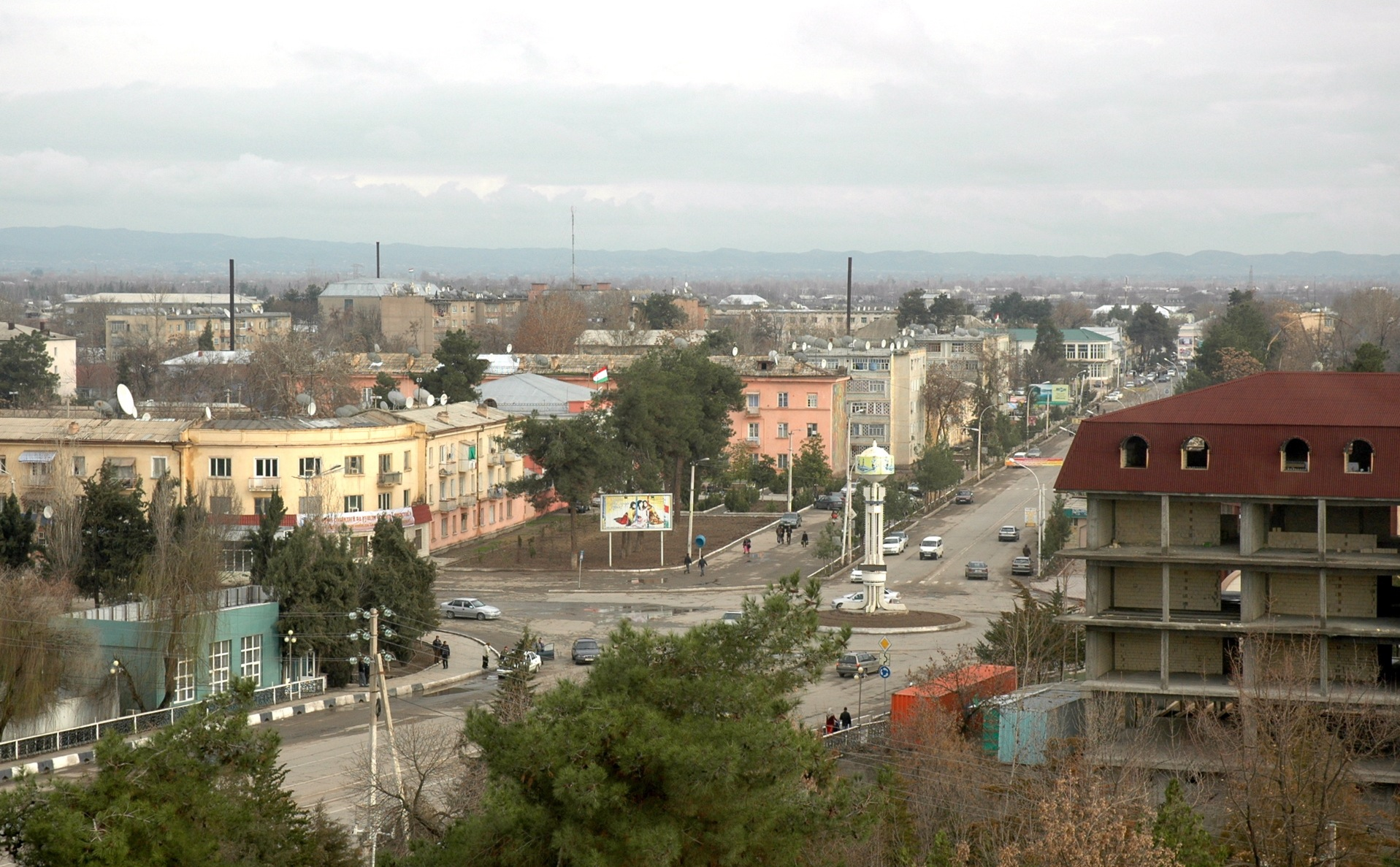
باختر، مرکز ولایت ختلان، تاجیکستان

در دوران اتحاد شوروی، ختلان به همراه سغد (لنین‌آباد) یکی از دو منطقۀ اصلی کشت پنبه در تاجیکستان شد. طرح اشتراکی کردن کشاورزی که به شدت در اوایل دهۀ ۱۹۳۰ اجرا می‌شد، در زمینۀ گسترش میزان کشت پنبه در تاجیکستان  تأکید خاصی بر بخش جنوبی جمهوری داشت. اجرای این طرح نقض حقوق دهقانان، گسترش قابل توجه شبکه‌های آبیاری و اسکان مجدد و اجباری مردم کوهستان و بخشی از باشندگان ازبکستان به زمین‌های پست را در پی داشت.
نتایج حاصله از این سیاست در ترکیب قومی منطقه دیده می‌شود و از پیامدهای آن این است که باشندگان منطقه هویت خود را به صورت گروه‌های مجزای غَرمی (کوهستانی) و کولابی تعریف می‌کنند. این دو گروه هرگز در هم استحاله نیافتند و در درازای جنگ داخلی در تاجیکستان علیه یکدیگر جنگیدند. در خلال این جنگ منطقۀ ختلان دچار سنگین‌ترین خسارات در تاجیکستان شد.
از آنجا که دلایل منجر به جنگ داخلی هیچگاه به‌طور واقعی حل و فصل نگردید، تنش در منطقه هنوز وجود دارد. بخش خاوری (کولاب) خاستگاه رئیس‌جمهور کشور و خاندان او است و به این خاطر نفوذ سیاسی زیادی به دست آورده‌است. در زمان شوروی پیشین، منطقۀ کولاب با نخبگان حاکمه وقت در لنین‌آباد همکاری نزدیکی داشت، و نیروهای شبه‌نظامی، ارتشی و نیروهای امنیتی جمهوری را تأمین می‌کرد.
کولاب از نظر باورهای دینی به عنوان منطقه‌ای بسیار محافظه‌کار معروف است. در باختر، مرکز این منطقه، و بخش‌های دیگر کولاب، مخالفان اسلام‌گرایان دولت هواداران بسیاری در میان غرمی‌ها دارند.
خاندان کولابی‌ها در ختلان مستقر است. در فوریۀ ۱۹۹۶، سرهنگ محمود خدای‌بردیف شورشی را بر پا کرد و شرط پایان شورش خود را استعفای سه تن از مقامات خاندان کولابی قرار داد. دولت به این خواسته او تن داد و افزون‌بر این جمشید کریموف، نخست‌وزیر، و عبدالجلیل حامدف، رئیس کمیتۀ اجرایی منطقۀ لنین‌آباد نیز استعفا دادند.

## تقسیمات اداری
ولایت ختلان به ۲۱ ناحیه و ۴ شهر در سطح ناحیه تقسیم می‌شود: کولاب، سربند، نارک و باختر. نواحی عبارتند از:
- ناحیه بلجوان
- ناحیه دنغره
- ناحیه دوستی (ناحیه جیلیکول)
- ناحیه فرخار
- ناحیه همدانی (ناحیه ماسکووسکی)
- ناحیه جلال‌الدین رومی (ناحیه کلخوزآباد، ناحیه رومی)
- ناحیه جیحون (ناحیه قم‌سنگیر)
- ناحیه جامی
- ناحیه خاولنگ
- ناحیه خراسان (ناحیه غازمالک)
- ناحیه کولاب
- ناحیه کوشونیان (ناحیه باختر)
- ناحیه مؤمن‌آباد
- ناحیه نارک (ناحیه)
- ناحیه نصیر خسرو (ناحیه بشکند)
- ناحیه پنج
- ناحیه قبادیان
- ناحیه سربند
- ناحیه شهرتوز
- ناحیه شمس‌الدین شاهین (ناحیه شورآباد)
- ناحیه تیمورملک (ناحیه قزل‌مزار، ناحیه سووتسکی)
- ناحیه وخش
- ناحیه واسع
- ناحیه یاوان

## مردم‌نگاری

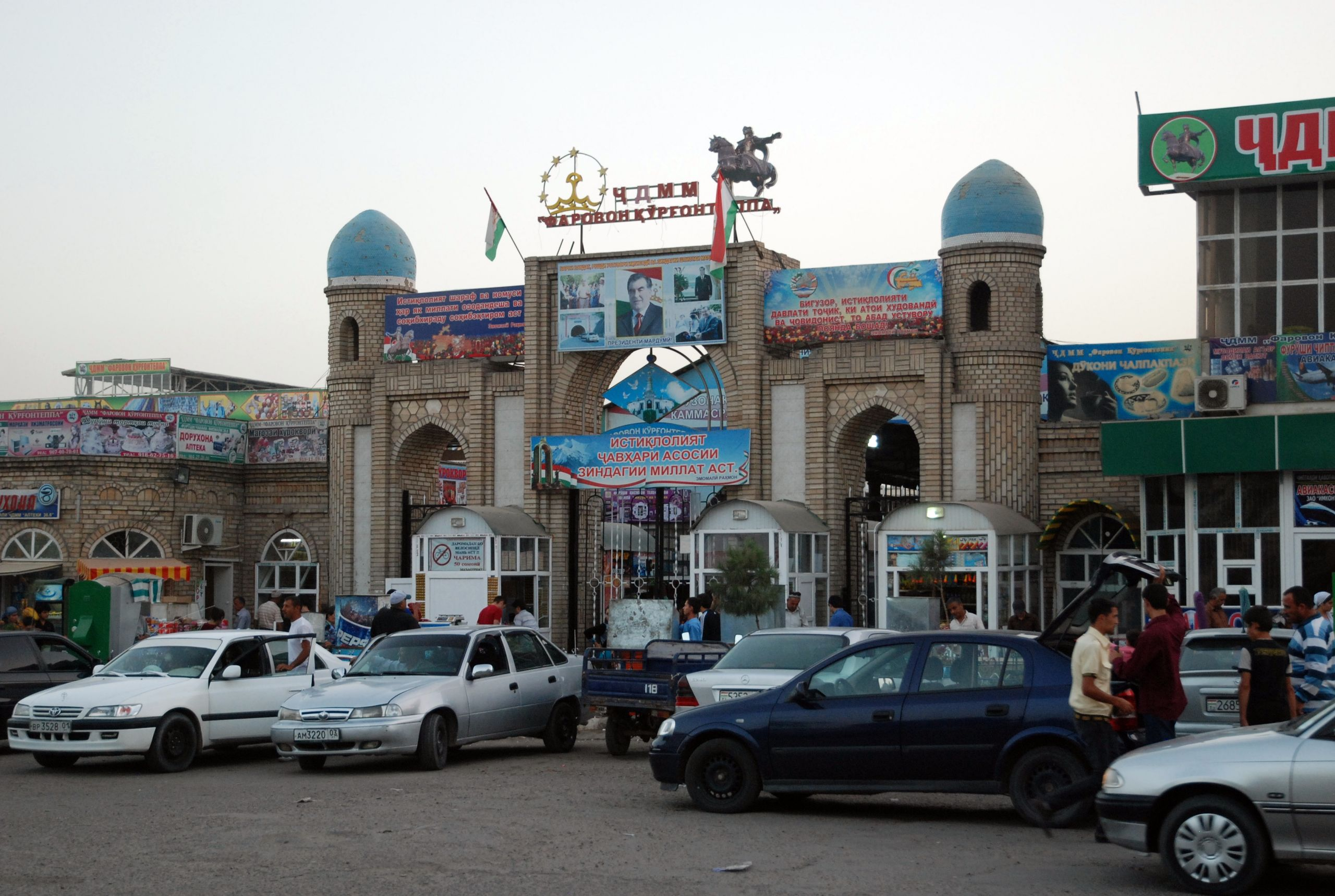
بازار باختر

در سال ۲۰۱۰، ترکیب قومی ولایت ختلان ۸۱.۸٪ تاجیک، ۱۲.۹٪ ازبک، ۰.۵٪ ترکمن و ۴.۶٪ دیگر بود. ترکیب قومی استان کولاب عبارت است از: ۸۵٪ تاجیک، ۱۳٪ ازبک، ۲٪ سایر. در باختر، ترکیب جمعیتی ۵۹٪ تاجیک، ۳۲٪ ازبک و ۳٪ روس است.

## حمله تروریستی
در ۲۹ ژوئیه ۲۰۱۸، چهار دوچرخه‌سوار، دو آمریکایی، یک تبعه هلندی و یک تبعه سوئیسی، بر اثر برخورد و فرار یک راننده کشته شدند و سه نفر دیگر مجروح گشتند. مقامات گفتند که تروریست‌ها قبل از پیاده شدن و حمله با چاقو، با خودرو به گروه برخورد کرده بودند. ۴ مظنون توسط نیروهای امنیتی کشته و ۱ مظنون دستگیر شد.